# Stanisław Sosabowski
El Generał brygady Stanisław Franciszek Sosabowski CBE (8 de maig de 1892 - 25 de setembre de 1967) va ser un general polonès durant la Segona Guerra Mundial. La seva participació més destacada va ser a Arnhem, durant l'Operació Horta al setembre de 1944, com a comandant de la 1a Brigada Paracaigudista Independent Polonesa.

## Biografia
Stanisław Sosabowski va néixer a Stanisławów, a una família de treballadors del ferrocarril. Es va graduar al gymnasium local i, el 1910, va ser acceptat com a estudiant de la facultat d'economia de la Universitat Jagellònica de Cracòvia. Això no obstant, amb la mort del seu pare i donades les dificultats econòmiques de la família, va veure's obligat a abandonar els estudis i tornar a Stanisławów. Allà passa a ser membre del Druzyny Strzeleckie, una organització semiclandestina nacionalista polonesa d'escoltisme. Aviat va ser promogut a cap de tots els moviments d'escoltisme polonesos de la regió.

### I Guerra Mundial
El 1913, Sosabowski va ser allistat a l'Exèrcit Austrohongarès. Després del temps de reclutada, va ser promogut al rang de caporal, servint al 58è Regiment d'Infanteria. Després de l'esclat de la Primera Guerra Mundial va lluitar amb la seva unitat contra l'Exèrcit Imperial Rus a les batalles de Rzeszów, del Pas Dukla i de Gorlice. Va ser condecorat en diverses ocasions per valentia, sent finalment promogut a tinent. El 1915 va resultar malferit en combat i retirat del front.
El novembre de 1918, després que Polònia tornés a ser independent, Sosabowski es presentà voluntari per al nou Exèrcit Polonès, però les seves ferides encara no estaven del tot curades, sent rebutjat per ser oficial a la línia de front. En canvi, va ser destinat com a oficial d'estat major al Ministeri de la Guerra a Varsòvia.

### Període d'entreguerres
Després de la Guerra Poloneso-Soviètica, Sosabowski va ser promogut a Major, i el 1922 inicià els estudis a l'Acadèmia Superior Militar de Varsòvia. Després de finalitzar els seus estudis, va ser destinat a l'Estat Major General Polonès. Promogut a tinent coronel, el 1928 va ser finalment assignat a una unitat de línia de front, el 75è Regiment d'Infanteria, com a oficial comandant d'un batalló. Durant l'any següent va ser destinat al 3r Regiment de Fusellers Podhale com a segon del comandant, i des de 1930 també va exercir de professor de logística.
El 1937 va ser promogut a coronel, esdevenint el comandant del 9è Regiment d'Infanteria, aquarterat a Zamosc. El gener de 1939 esdevingué el comandant del prestigiós 21è Regiment d'Infanteria Fills de Varsòvia.

### Guerra Defensiva Polonesa
D'acord amb l'esquema de mobilització polonesa, el regiment de Sosabowski va ser inclòs a la 8a Divisió d'Infanteria, a les ordres del coronel Teodor Furgalski. Poc abans de la Guerra Defensiva Polonesa, la seva unitat va ser desplaçada des de la seva caserna a la Ciutadella de Varsòvia a la zona de Ciechanów, on es planejava establir una reserva estratègica de l'Exèrcit de Modlin.
El 2 de setembre, la divisió va desplaçar-se cap a Mława, i a primera hora del matí de l'endemà va entrar en combat a Mława. Si bé el 21è Regiment aconseguí capturar Przasnysz i els seus objectius secundaris, la resta de la divisió va ser envoltada per la Wehrmacht i destruïda. Sosabowski ordenà a les seves tropes que es retiressin cap a Varsòvia.
El 8 de setembre, la unitat de Sosabowski arribà a la Fortalesa de Modlin. La 8a Divisió estava sent reconstituïda, però el 21è Regiment va ser inclòs al cos comandat pel General Juliusz Zulauf. Després de diversos dies de combats defensius, el cos es desplaçà cap a Varsòvia, on arribà el 15 de setembre.
Tan bon punt van arribar, Sosabowski va ser encarregat de la zona defensiva de Grochów i de Praga, els arrabals orientals de Varsòvia, contra la 10a Divisió d'Infanteria alemanya. Durant el Setge de Varsòvia, les forces de Sosabowski, tot i estar mal armades, van aconseguir mantenir els seus objectius. Quan s'inicià l'assalt general sobre Praga el 16 de setembre, les forces del 21è Regiment van aconseguir rebutjar els atacs del 23è Regiment d'Infanteria alemany, contraatacant amb èxit i destruint la unitat enemiga.
Després del seu èxit, Sosabowski va ser destinat per comandar totes les tropes poloneses que lluitaven a la zona de Grochów. Tot i el bombardeig constant i als repetits atacs alemanys diaris, Sosabowski aconseguí mantenir els seus propòsits a un cost relativament baix. El 26 de setembre, les tropes de Sosabowski van aconseguir rebutjar el darrer atac alemany, però l'endemà Varsòvia capitulà. El 29 de setembre, poc abans que les forces poloneses abandonessin Varsòvia com a presoners de guerra alemanys, el General Juliusz Rómmel condecorà al Coronel Sosabowski i a tot el 21è Regiment amb l'Orde Virtuti Militari.

### França
Després de la rendició polonesa, Sosabowski va passar a ser presoner de guerra, sent internat a un camp prop de Żyrardów. Això no obstant, aconseguí fugir-ne i va estar-se un temps a Varsòvia sota una identitat falsa, on s'uní a la resistència polonesa. Se li ordenà abandonar Polònia i arribar fins a França, amb importants informes sobre la situació a la Polònia ocupada. Després d'un llarg viatge a través d'Hongria i Romania, arribà a París, on el Govern polonès a l'exili el destinà a la 4a Divisió d'Infanteria.
En un inici les autoritats franceses eren contràries a lliurar armament i equipament a la unitat polonesa. Els soldats de Sosabowski van haver d'entrenar-se amb armament anterior a la I Guerra Mundial. L'abril de 1940, la divisió va ser enviada a un camp d'entrenament a Parthenay i finalment van rebre les armes que esperaven des de gener, però era massa tard per organitzar la divisió (a més del fet que dels 11.000 soldats només va haver-hi armes per a 3.150). Sabedor de tot això, el comandant de la divisió, General Rudolf Dreszer, ordenà a la seva unitat que es retirés cap a la costa atlàntica. El 19 de juny de 1940, Sosabowski va arribar a La Pallice amb uns 6.000 soldats polonesos, des d'on van ser evacuats cap a la Gran Bretanya.

### Al Regne Unit
Des de la seva arribada a Londres, Sosabowski es dirigí cap a l'Estat Major General Polonès, sent destinat a la 4a Brigada de fusellers, que seria l'embrió de la futura 4a Divisió d'Infanteria. La unitat havia de ser composta principalment de polonesos canadencs, però ben aviat es va fer palès que no hi havia suficients joves polonesos al Canadà per a crear una divisió.
Llavors, Sosabowski decidí convertir la seva brigada en una Brigada Paracaigudista, sent la primera unitat d'aquesta mena de l'exèrcit polonès, i es presentaren voluntaris des de totes les formacions de l'exèrcit polonès. Es construí un camp d'entrenament a Largo House, i començà immediatament l'entrenament dels paracaigudistes. El mateix Sosabowski passa l'entrenament i, amb 49 anys, va fer el seu primer salt. D'acord amb els comentaris dels seus subordinats, Sosabowski era un comandant just i estricte, impulsiu i dur que no tolerava cap mena d'oposició. Si bé això va fer possible la creació d'una brigada paracaigudista polonesa, també va fer que els contactes amb els seus superiors fossin problemàtics.
L'octubre de 1942 la brigada ja estava a punt per al combat, sent batejada 1a Brigada Paracaigudista Independent Polonesa. Com que l'Estat Major General Polonès planejava usar la brigada per ajudar l'alçament a Polònia, els soldats de la "1a Para Polonesa" havien de ser els primers de tot l'exèrcit polonès a l'exili en tornar a la pàtria. D'aquí ve que el lema no oficial de la brigada fos "najkrótszą drogą", el camí més curt.
El setembre de 1943, el tinent general Frederick Browning proposà que Sosabowski reformés la seva unitat en una divisió i que la completés amb anglesos. El mateix Sosabowski seria el comandant de la nova divisió, sent promogut a general. Això no obstant, Sosabowski rebutjà l'oferiment. Així i tot, el 15 de juny de 1944 va ser igualment promogut a Generał brygady (general de brigada).

### L'Alçament de Varsòvia
A inicis d'agost de 1944, van arribar al Regne Unit les notícies de la Sublevació de Varsòvia. La brigada estava disposada a saltar sobre Varsòvia i ajudar els seus companys de l'Exèrcit Local, que estaven lluitant una batalla desesperada. Això no obstant, la distància era excessiva pels avions i els soviètics no van permetre l'ús dels seus aeroports. La moral dels polonesos es veié greument afectada, i diverses unitats van estar a prop del motí. L'Estat Major britànic va amenaçar als seus parells polonesos amb el desarmament de la brigada, però Sosabowski va aconseguir mantenir el control de la unitat. Finalment, el Comandant en Cap polonès, Kazimierz Sosnkowski, va posar la brigada sota control britànic, abandonant-se els plans per atacar Varsòvia. No va ser fins després de la guerra que Sosabowski sabé que el seu fill Stanislaw "Stasinek", un metge i membre del Kedyw, havia perdut la vista durant l'alçament.

### La Batalla d'Arnhem
La 1a Brigada Paracaigudista Independent Polonesa va ser inclosa a les forces aliades que prendrien part en l'Operació Horta. Deguda a la mancança crítica d'avions de transport, la brigada va haver de saltar en diverses parts abans d'entrar en combat. Una petita porció de la brigada va caure prop de Driel el 19 de setembre, però no va ser fins al 21 quan la resta de la brigada va aterrar a Grave, caient just al damunt dels canons alemanys que els estaven esperant. L'artilleria de la brigada havia estat llençada amb la de la 1a Divisió Aerotransportada Britànnia, i els obusos havien d'arribar per transport marítim. Això causà que els polonesos poguessin desplegar tot el seu potencial. En 3 ocasions van intentar travessar el Rin per tal d'ajudar els paracaigudistes britànics atrapats a Arnhem; però el ferry que volien usar havia estat enfonsat i els polonesos van provar de travessar el riu en petits bots de cautxú sota un dur foc. Tot i les dificultats, fins a 200 homes van aconseguir travessar el riu i reforçar als britànics.
Tot i la desesperada situació que es vivia al front, durant una reunió d'estat major el dia 24, Sosabowski suggerí que potser encara es podria guanyar la batalla. Suggerí que les forces combinades del XXX Cos i de la Brigada Polonesa havien de començar un atac massiu sobre les posicions alemanyes per tal de travessar el Rin. El seu pla no va ser acceptat, i durant la darrera fase de la batalla (25 i 26 de setembre), Sosabowski dirigí als seus homes cap al sud, cobrint la retirada de les restes de la 1a Aerotransportada. La taxa de baixes entre els polonesos que van lluitar va ser molt alta, en alguns casos arribant fins al 40%.
Després de la batalla, Sosabowski va ser fet un cap de turc pel fracàs de l'Operació Horta, després d'una crítica avaluació del tinent general britànic Frederick Browning. Va ser acusat de criticar al Mariscal Montgomery, i l'Estat Major Polonès el va substituir com a oficial comandant de la seva brigada el 27 de desembre de 1944. Va ser fet comandant de tropes de guàrdies i, el juliol de 1948, va ser desmobilitzat.
Va ser interpretat per Gene Hackman a la pel·lícula Un pont massa llunyà, que recrea l'Operació Horta.

### Després de la guerra
Immediatament després de la guerra, Sosabowski aconseguí portar a Anglaterra el seu únic fill i la seva esposa des de Polònia. Poc després, el setembre de 1946, les noves autoritats prosoviètiques poloneses van privar-lo de la nacionalitat polonesa, no deixant-li més alternativa que romandre a l'exili. Igual que mots altres líders polonesos de la guerra i molts dels soldats, s'instal·là a Londres. Treballà com a operari d'una fàbrica de CAV Electrics.
Va morir a Londres el 25 de setembre de 1967, i el 1969 les seves restes van rebre sepultura al Cementiri Powązki, de Varsòvia.
A la Haia, el 31 de maig del 2006, la Reina Beatriu dels Països Baixos concedí l'Orde Militar de Guillem a la 1a Brigada Paracaigudista Independent Polonesa de manera col·lectiva. El comandant de la brigada, el General Stanislaw Sosabowski, va rebre a títol pòstum el Lleó de Bronze.

## Condecoracions
- Virtuti Militari V Classe
- Gran Oficial de l'Orde de la Polònia Renascuda
- Creu al Valor
- Creu de la Independència
- Comandant de l'Orde de l'Imperi Britànic
- Lleó de Bronze (Països Baixos